# Volta a Cataluña 1930
La Volta a Cataluña 1930 fue la 12.ª edición de la Volta a Cataluña. Se disputó en 8 etapas del 7 al 14 de septiembre de 1930. El vencedor final fue el español Mariano Cañardo.
133 ciclistas tomaron la salida en esta edición de la Volta a Cataluña. Mariano Cañardo lideró la carrera desde el primer día, manteniendo en las primeras etapas una dura lucha con el italiano Giuseppe Pancera, pero en la quinta etapa con final en Seo de Urgel le sacó más de 18 minutos, decidiendo de esta manera la carrera. A partir de este momento se limitó a controlar la carrera y aumentar las diferencias respecto a los inmediatos perseguidores, consiguiendo la tercera victoria en la general de la Volta a Cataluña.

## Etapas
| Etapa | Fecha            | Ciudades de etapa     | km     | Vencedor de la etapa      | Líder de la general |
| ----- | ---------------- | --------------------- | ------ | ------------------------- | ------------------- |
| 1º    | 7 de septiembre  | Barcelona - La Senia  | 226 km | Mariano Cañardo           | Mariano Cañardo     |
| 2º    | 8 de septiembre  | La Senia - Tarragona  | 155 km | Giuseppe Pancera          | Mariano Cañardo     |
| 3º    | 9 de septiembre  | Tarragona - Lérida    | 159 km | Giuseppe Pancera          | Mariano Cañardo     |
| 4º    | 10 de septiembre | Lérida - Tremp        | 183 km | Mariano Cañardo           | Mariano Cañardo     |
| 5º    | 11 de septiembre | Tremp - Seo de Urgel  | 141 km | Mariano Cañardo           | Mariano Cañardo     |
| 6º    | 12 de septiembre | Seo de Urgel - Gerona | 224 km | Ricardo Montero Hernández | Mariano Cañardo     |
| 7º    | 13 de septiembre | Gerona - Tarrasa      | 199 km | Giuseppe Pancera          | Mariano Cañardo     |
| 8º    | 14 de septiembre | Tarrasa - Barcelona   | 131 km | Mariano Cañardo           | Mariano Cañardo     |

### 1ª etapa[1]
7-09-1930: Barcelona - La Senia. 226,0 km
|   | Ciclista        | Tiempo     |
| - | --------------- | ---------- |
| 1 | Mariano Cañardo | 7h 59' 40" |
| 2 | Pedro Sant      | + 06"      |
| 3 | Pedro Albiñana  | + 01' 27"  |

|   | Ciclista        | Tiempo     |
| - | --------------- | ---------- |
| 1 | Mariano Cañardo | 7h 59' 40" |
| 2 | Pedro Sant      | + 06"      |
| 3 | Pedro Albiñana  | + 01' 27"  |

### 2ª etapa[2]
08-09-1930: La Senia - Tarragona. 155,0 km
|   | Ciclista         | Tiempo     |
| - | ---------------- | ---------- |
| 1 | Giuseppe Pancera | 6h 03' 42" |
| 2 | Mariano Cañardo  | m. t.      |
| 3 | Marcel Maurel    | + 05"      |

|   | Ciclista         | Tiempo      |
| - | ---------------- | ----------- |
| 1 | Mariano Cañardo  | 14h 03' 22" |
| 2 | Giuseppe Pancera | + 01' 40"   |
| 3 | Pedro Albiñana   | + 06' 25"   |

### 3ª etapa[3]
09-09-1930: Tarragona - Lérida. 159,0 km
|   | Corredor         | Tiempo     |
| - | ---------------- | ---------- |
| 1 | Giuseppe Pancera | 6h 28' 00" |
| 2 | Pedro Albiñana   | m. t.      |
| 3 | Mariano Cañardo  | m. t.      |

|   | Ciclista         | Tiempo      |
| - | ---------------- | ----------- |
| 1 | Mariano Cañardo  | 20h 31' 22" |
| 2 | Giuseppe Pancera | + 01' 40"   |
| 3 | Pedro Albiñana   | + 06' 25"   |

### 4ª etapa[4]
10-09-1930: Lérida - Tremp. 183,0 km
|   | Ciclista         | Tiempo     |
| - | ---------------- | ---------- |
| 1 | Mariano Cañardo  | 6h 45' 55" |
| 2 | Giuseppe Pancera | + 04"      |
| 3 | Juan Mateu       | + 51"      |

|   | Ciclista         | Tiempo      |
| - | ---------------- | ----------- |
| 1 | Mariano Cañardo  | 27h 17' 17" |
| 2 | Giuseppe Pancera | + 01' 44"   |
| 3 | Juan Mateu       | + 09' 09"   |

### 5ª etapa[5]
11-09-1930: Tremp - Seo de Urgel. 141,0 km
|   | Ciclista        | Tiempo     |
| - | --------------- | ---------- |
| 1 | Mariano Cañardo | 4h 38' 18" |
| 2 | Marcel Maurel   | + 05' 03"  |
| 3 | Ricardo Montero | + 14' 12"  |

|   | Ciclista         | Tiempo      |
| - | ---------------- | ----------- |
| 1 | Mariano Cañardo  | 31h 55' 35" |
| 2 | Marcel Maurel    | + 09' 05"   |
| 3 | Giuseppe Pancera | + 09' 34"   |

### 6ª etapa[6]
13-09-1930: Seo de Urgel - Gerona. 234,0 km
|   | Corredor        | Tiempo     |
| - | --------------- | ---------- |
| 1 | Ricardo Montero | 8h 12' 55" |
| 2 | Mariano Cañardo | m. t.      |
| 3 | Marcel Maurel   | + 03' 13"  |

|   | Ciclista        | Tiempo      |
| - | --------------- | ----------- |
| 1 | Mariano Cañardo | 40h 08' 30" |
| 2 | Marcel Maurel   | + 22' 17"   |
| 3 | Ricardo Montero | + 30' 33"   |

### 7ª etapa[7]
13-09-1930: Gerona - Tarrasa. 199,0 km
|   | Corredor         | Tiempo     |
| - | ---------------- | ---------- |
| 1 | Giuseppe Pancera | 8h 21' 46" |
| 2 | Julio Borrás     | + 02"      |
| 3 | Marcel Maurel    | + 04"      |

|   | Ciclista        | Tiempo      |
| - | --------------- | ----------- |
| 1 | Mariano Cañardo | 48h 30' 30" |
| 2 | Marcel Maurel   | + 22' 07"   |
| 3 | Ricardo Montero | + 30' 13"   |

### 8ª etapa[8]
15-09-1930: Tarrasa - Barcelona. 131,0 km
|   | Corredor        | Tiempo     |
| - | --------------- | ---------- |
| 1 | Mariano Cañardo | 4h 46' 57" |
| 2 | Marcel Maurel   | + 07"      |
| 3 | Ricardo Montero | + 07"      |

|   | Ciclista        | Tiempo      |
| - | --------------- | ----------- |
| 1 | Mariano Cañardo | 53h 17' 37" |
| 2 | Marcel Maurel   | + 22' 15"   |
| 3 | Ricardo Montero | + 30' 01"   |

## Clasificación General
|    | Ciclista                  | Equipo                  | Tiempo       |
| -- | ------------------------- | ----------------------- | ------------ |
|    | Mariano Cañardo           | FC Barcelona            | 53h 17' 37"  |
| 2  | Marcel Maurel             | Guidon S.Cipriche       | + 22' 15"    |
| 3  | Ricardo Montero Hernández | Real Unión de Irún      | + 30' 01"    |
| 4  | Juan Mateu                | FC Barcelona            | + 35' 56"    |
| 5  | Giuseppe Pancera          | Veloce Club Verona      | + 37' 39"    |
| 6  | Pedro Albiñana            | Club Natació Reus Ploms | + 1h 10' 00" |
| 7  | Nicolás Tubau             | Club Sant Martí         | + 1h 16' 39" |
| 8  | Julio Borrás              | FC Barcelona            | + 1h 21' 48" |
| 9  | Vicente Carrión           | C.M.C. El Pedal         | + 1h 42' 31" |
| 10 | Isaac Caño                | C.C. Hostafrancs        | + 2h 14' 39" |